# 페루 부왕령
페루 부왕령(에스파냐어: Virreinato del Perú)은 에스파냐 제국의 남아메리카 대부분을 아우르던 식민지 행정 단위였다. 1542년에 설치되었으며, 수도는 리마였다. 페루 부왕령은 16세기에서 17세기까지 에스파냐의 두 부왕령 가운데 하나였다. 페루 부왕청에서 관할하였다.
에스파냐는 포르투갈의 브라질 영토가 자오선을 넘어 확장하는데 저항하지 않았다. 1580년에서 1640년 사이에 에스파냐가 포르투갈을 지배하면서 토르데시야스 조약은 무의미하였다. 광산업과 직물 생산이 몰락하면서 페루 부왕령은 점차 쇠퇴하였으며, 누에바 그라나다 부왕령과 리오 데 라 플라타 부왕령(모두 페루 부왕령에서 분할한 영토이다)이 설치되면서, 리마의 중요성이 떨어졌고 경제성 있는 안데스 산맥간 교역이 부에노스 아이레스로 옮아갔다. 19세기 초 각지의 독립 운동이 일어나면서 에스파냐 제국의 다른 영토와 마찬가지로 결국 페루 부왕령도 해체되었다. 아메리카 대륙의 독립 운동으로 옛 페루 부왕령 영토에 오늘날 페루, 칠레, 콜롬비아, 에콰도르, 볼리비아, 파라과이, 우루과이, 아르헨티나가 들어섰다.

## 같이 보기
- 페루 부왕령 인종 범주
- 누에바 에스파냐 부왕령
- 누에바 그라나다 부왕령
- 리오 데 라 플라타 부왕령